# Piazza Brembana
Piazza Brembana es una localidad y comune italiana de la provincia de Bérgamo, región de Lombardía, con 1.207 habitantes.

## Piazzenses destacados
- Alessandro Carmelo Ruffinoni, (1943), obispo de Caxias do Sul

## Galería fotográfica

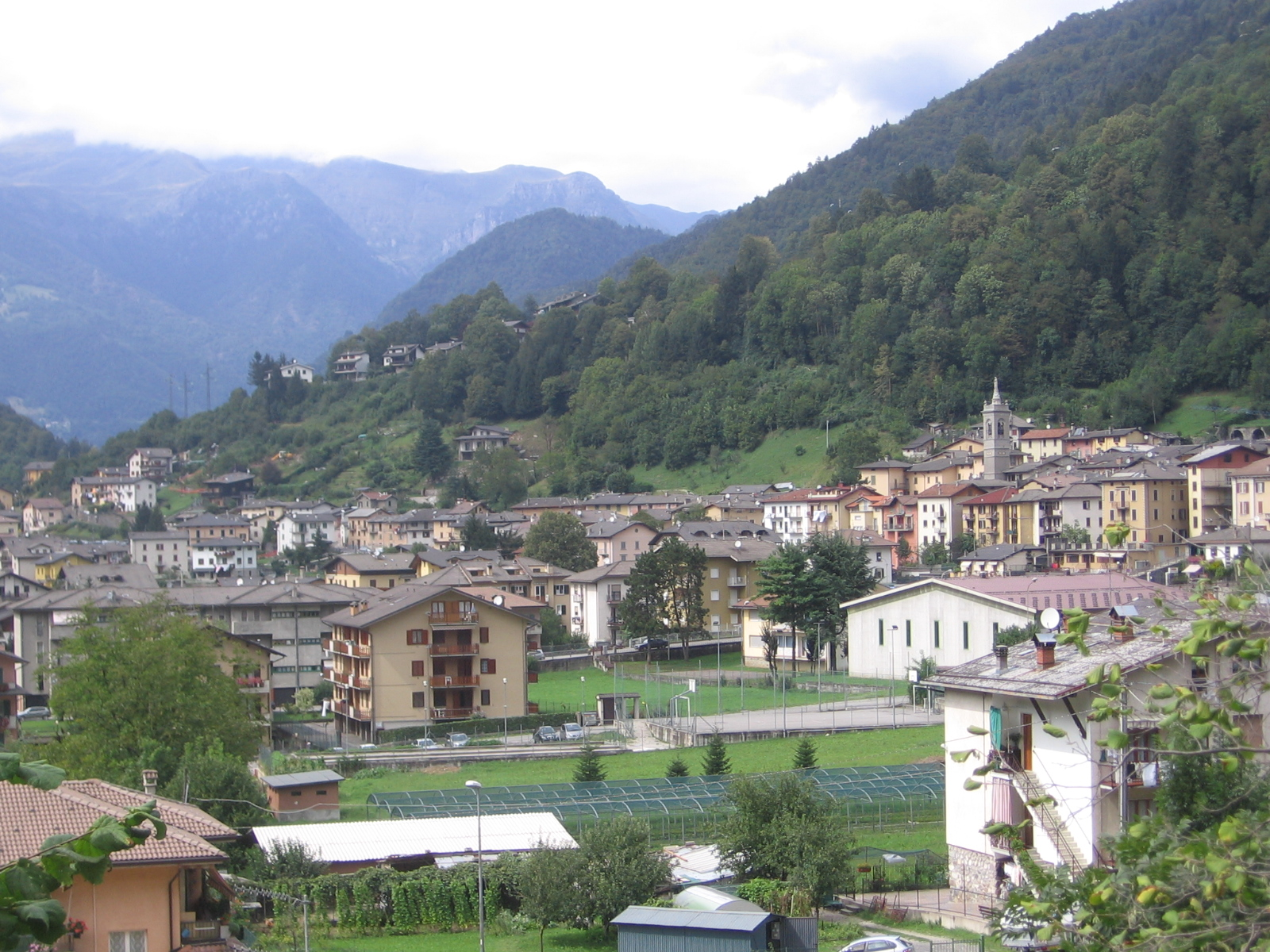
Panorama

## Evolución demográfica
| Gráfica de evolución demográfica de Piazza Brembana entre 1861 y 2001 |
|                                                                       |
| Fuente ISTAT - elaboración gráfica de Wikipedia                       |